# Mattsies

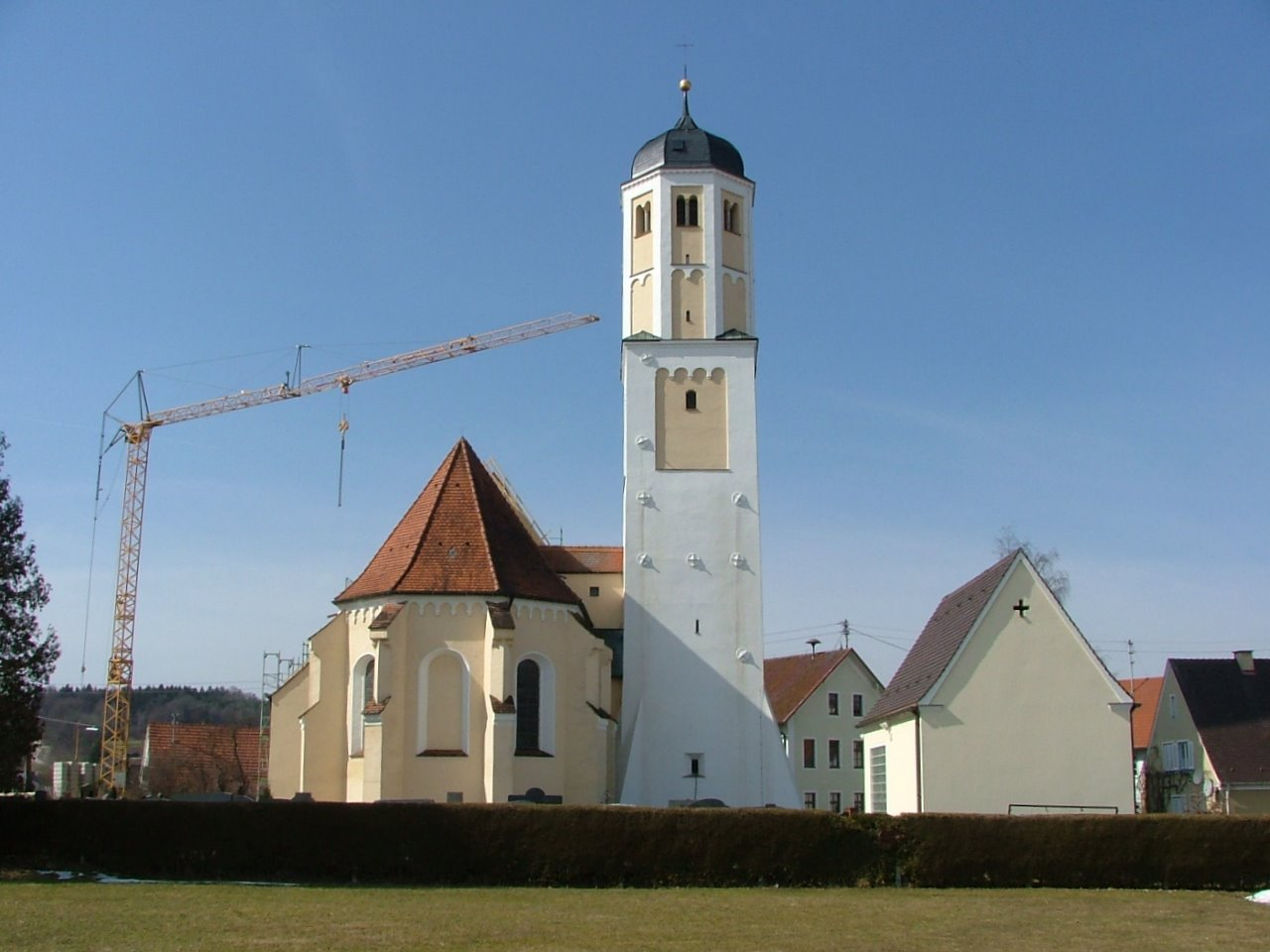
Mattsies

Mattsies ist ein Ortsteil des Marktes Tussenhausen im oberschwäbischen Landkreis Unterallgäu in Bayern, Deutschland. Auf der Gemarkung der Gemeinde befindet sich der Flugplatz Mindelheim-Mattsies.

## Geschichte
In Mattsies finden sich Reste einer Villa rustica der römischen Kaiserzeit. Die ältesten urkundlichen Erwähnungen von Mazzenziez 1095 weisen auf eine Wappen- und Stammesgemeinschaft mit den mächtigen Schenken von Winterstetten hin. Man darf annehmen, dass jener Hermann (Sohn Hezelo’s des Klosterstifters von St. Georgen im Schwarzwald), der um 1095 Güter in Mathesowa im Bezirk „Mindilriet“ besaß, bereits diesem Mazzensiezer Zweig der Schenken von Winterstetten angehörte.
Mattsies war ein befestigter Ort und verfügte über eine mittelalterliche Dorfbefestigung. Die Burg Mattsies wurde im Laufe der Zeit Sitz einer Herrschaft, die 1598 bis 1680 im Besitz der Fugger war.
Maximilian Philipp von Bayern-Leuchtenberg erwarb 1680 die Reichsritterschaft Mattsies von den Fuggern und fügte sie seiner Herrschaft Schwabegg hinzu. Nach dessen Tod 1705 war diese bis 1806 meist im persönlichen Besitz der Kurfürsten von Bayern. Erst 1806 erlosch der Name Grafschaft Schwabegg mit der Einbindung des Gebiets in das Königreich Bayern.
Durch das bayerische Gemeindeedikt von 1818 entstand die Gemeinde Mattsies. Durch die Eingemeindung von Mattsies nach Tussenhausen am 1. Mai 1978 verlor die Gemeinde ihre politische Selbstständigkeit.

## Wappen
Das Wappen wurde am 25. Mai 1977 durch Bescheid der Regierung von Schwaben genehmigt.
Blasonierung: „Unter blauem Schildhaupt in Gold ein roter angelförmiger Haken.“
Mit dem ortsansässigen, zu den Reichsministerialen zählenden Rittergeschlecht von Mazzensiez und Anglberg aus dem 12. und 13. Jahrhundert ist auch deren im Familienwappen geführte rote Winkelhaken zur Grundlage für das neue Gemeindewappen geworden. Die Feldfarben Blau – Gold weisen auf die 1598 einsetzenden geschichtlichen Beziehungen des Ortes zu den Fuggern hin, deren Herrschaft über Mattsies bis zum Jahre 1680 reichte.
Der Entwurf und die Gestaltung des Wappens stammt vom Kronacher Karl Haas.

## Baudenkmäler
- Mariä Himmelfahrt in Mattsies
- Pfarrhof (Ökonomie-Pfarrhof)
- Schloss Mattsies